# Sangita Kumari
Sangita Kumari est une joueuse de hockey sur gazon indienne. Elle évolue au poste d'attaquante au Railway Sports Promotion Board et avec l'équipe nationale indienne,.

## Biographie
Sangita est née le 24 décembre 2001 dans l'état de Jharkhand.

## Carrière
Elle a fait ses débuts en équipe première le 27 février 2022 contre l'Espagne à Bhubaneswar lors de la Ligue professionnelle 2021-2022.

## Palmarès
- : 3e à la Ligue professionnelle 2021-2022.